# Mezquita del Barbero
La Mezquita del Barbero, conocida también como el Mausoleo de Sidi Sahab, es una zawiya tunecina situada en Cairuán, fuera de las murallas de Cairuán en la medina.

## Historia
El monumento alberga la famosa tumba de Abu Zamaa el-Balaoui, compañero del Profeta del Islam, Mahoma, que murió en la batalla de 34 (654) Apodado Sidi Sahab o Sidi Sahbi, se le considera el mecenas de la ciudad de Cairuán. El edificio, que fue construido muy probablemente en los siglos XIII y XIV, fue completamente renovado en el siglo XVII por los beys de la dinastía muradita. Fue Hammuda Pasha Bey quien reconstruyó la zawiya, construyó la madrasa y el minarete alrededor de 1662; su nieto, Mohamed Bey El Mouradi, reconstruyó completamente la cúpula del mausoleo, y probablemente el patio y las galerías que lo rodean, entre los años 1681-1685.
A finales del siglo XIX, el escritor francés Guy de Maupassant, que visitó el edificio durante su estancia en Cairuán, describió sus impresiones al descubrir el patio que precede a la cámara funeraria: 

El gran patio cuadrado al que se llega después está completamente descolorido. La luz brilla, fluye y barniza con fuego este inmenso palacio de esmalte, donde todos los dibujos y colores de la cerámica oriental se iluminan bajo el resplandor del cielo sahariano. Sobre ella corren las fantasías de arabescos delicados. Es en esta corte de encantamiento donde se abre la puerta del santuario que contiene la tumba de Sidi-Sahab, compañero y barbero del Profeta».

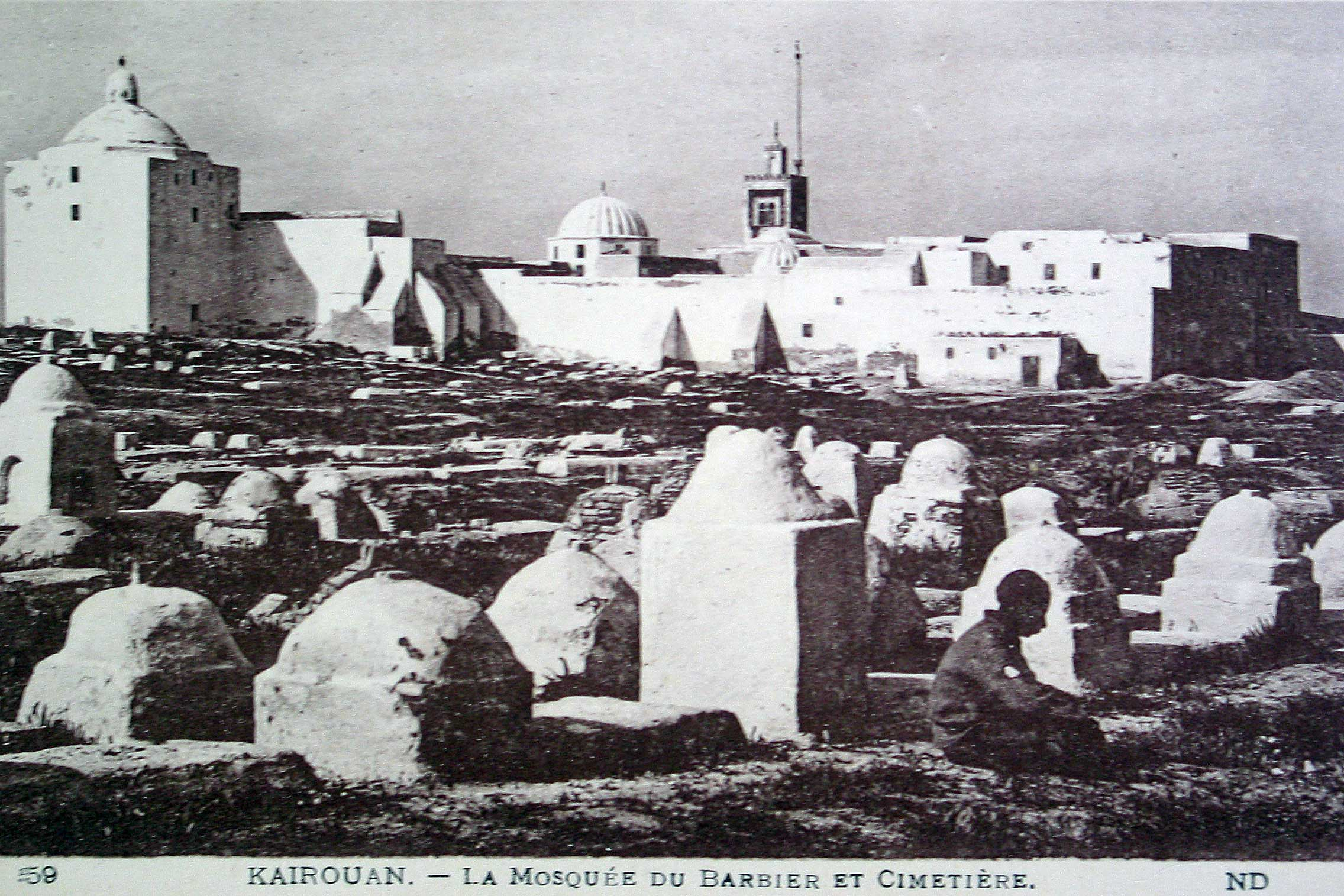
Vista de la Mezquita del Barbero a principios del siglo XX.
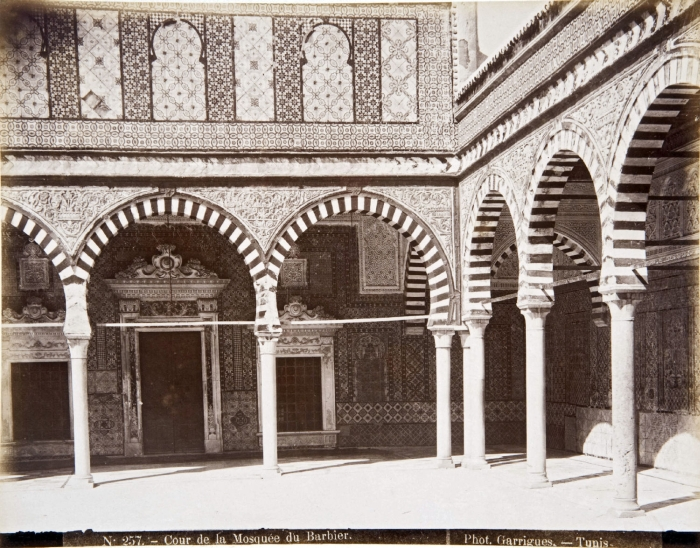
Vista del patio que precede a la cámara funeraria en 1880.
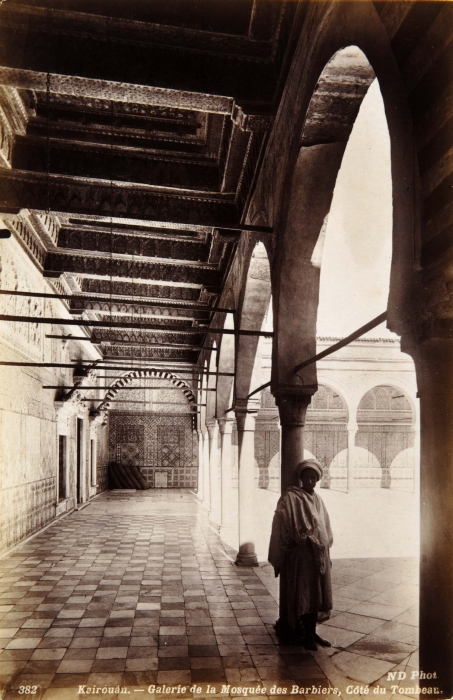
Vista de una de las galerías del mausoleo hacia 1890-1910.

## Arquitectura
La Mezquita del Barbero es un vasto complejo que incluye varios patios, el propio mausoleo, una medersa, un almacén, así como varias habitaciones para el alojamiento de los visitantes.

### Patio y mausoleo
El acceso al edificio es a través de una entrada que conduce a un gran patio porticado de pavimentado con ladrillos. En la esquina noroeste de este patio hay un minarete de tipo hispano-morisco, en el primer piso hay dos ventanas gemelas enmarcadas con azulejos de cerámica. Su cima se eleva con almenas escalonadas, a diferencia de los minaretes cairuanianos con almenas redondeadas.
Desde este patio se llega a otra entrada cuya puerta está enmarcada por dinteles de mármol blanco y rojo al estilo italiano. Se accede al mausoleo a través de un vestíbulo acodado que conduce a un patio alargado bordeado por dos pórticos con arcos de herradura que descansan sobre capiteles neo-corintios decorados con la media luna otomana. Este pasaje conduce a un hermoso espacio cubierto por una cúpula sobre trompas. Esto si se encuentra en la tradición de las cúpulas cairuanianas.
La sala destaca por la riqueza de su decoración, compuesta por paneles de estuco con motivos vegetales y geométricos de estilo hispano-morisco (hexágonos, estrellas, rosetas, etc.) y turcos (ramos de flores y cipreses). Esta sala abovedada conduce a otro patio rodeado de pórticos con arcos apuntados cuyas paredes, cubiertas con azulejos de esmalte policromado, están coronadas por paneles de estuco esculpido de gran finura. Este patio precede a la cámara funeraria cubierta con una cúpula sobre trompas coronada en el exterior por una linterna.

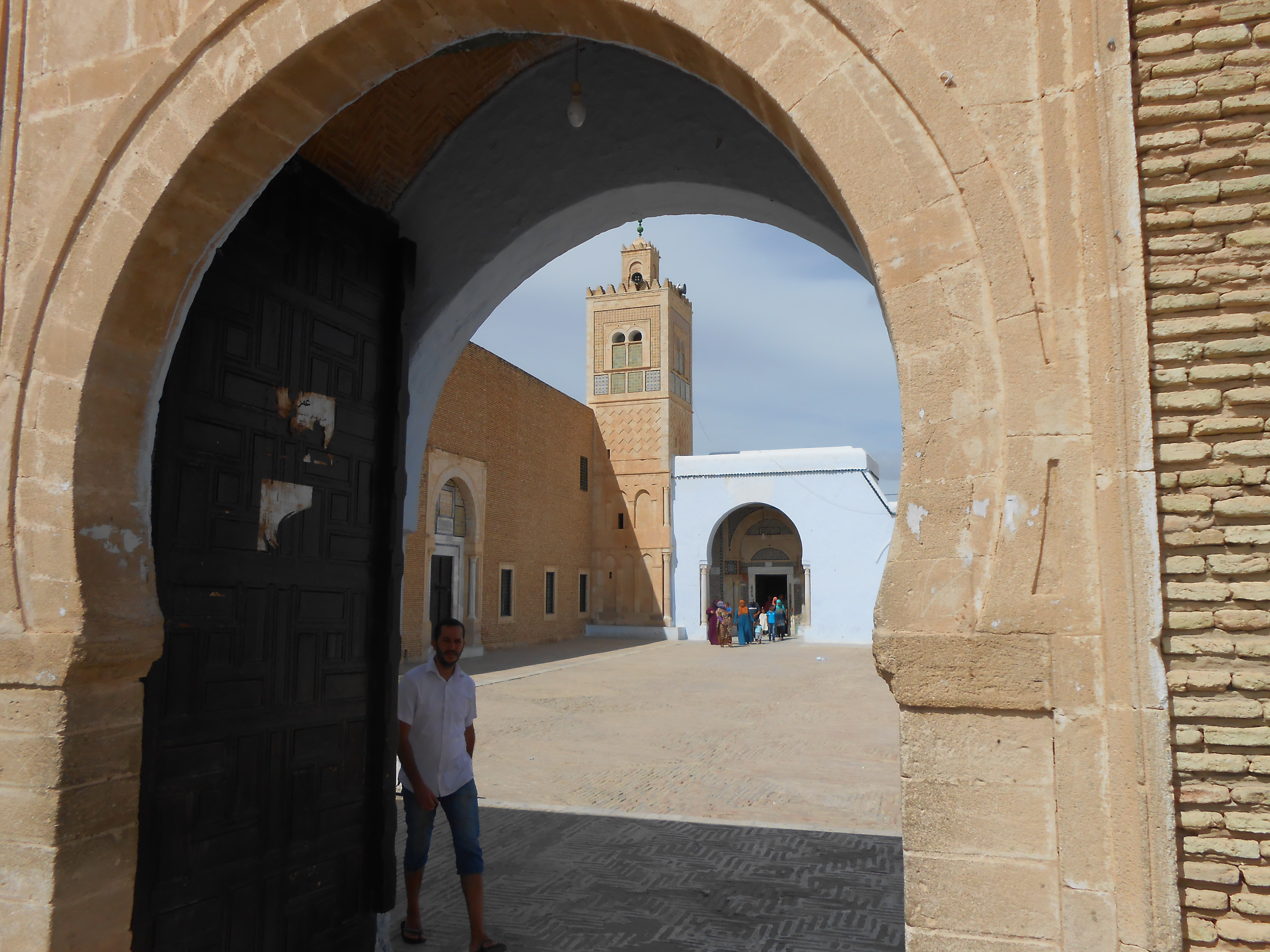
Vista de la puerta exterior que da al primer patio.
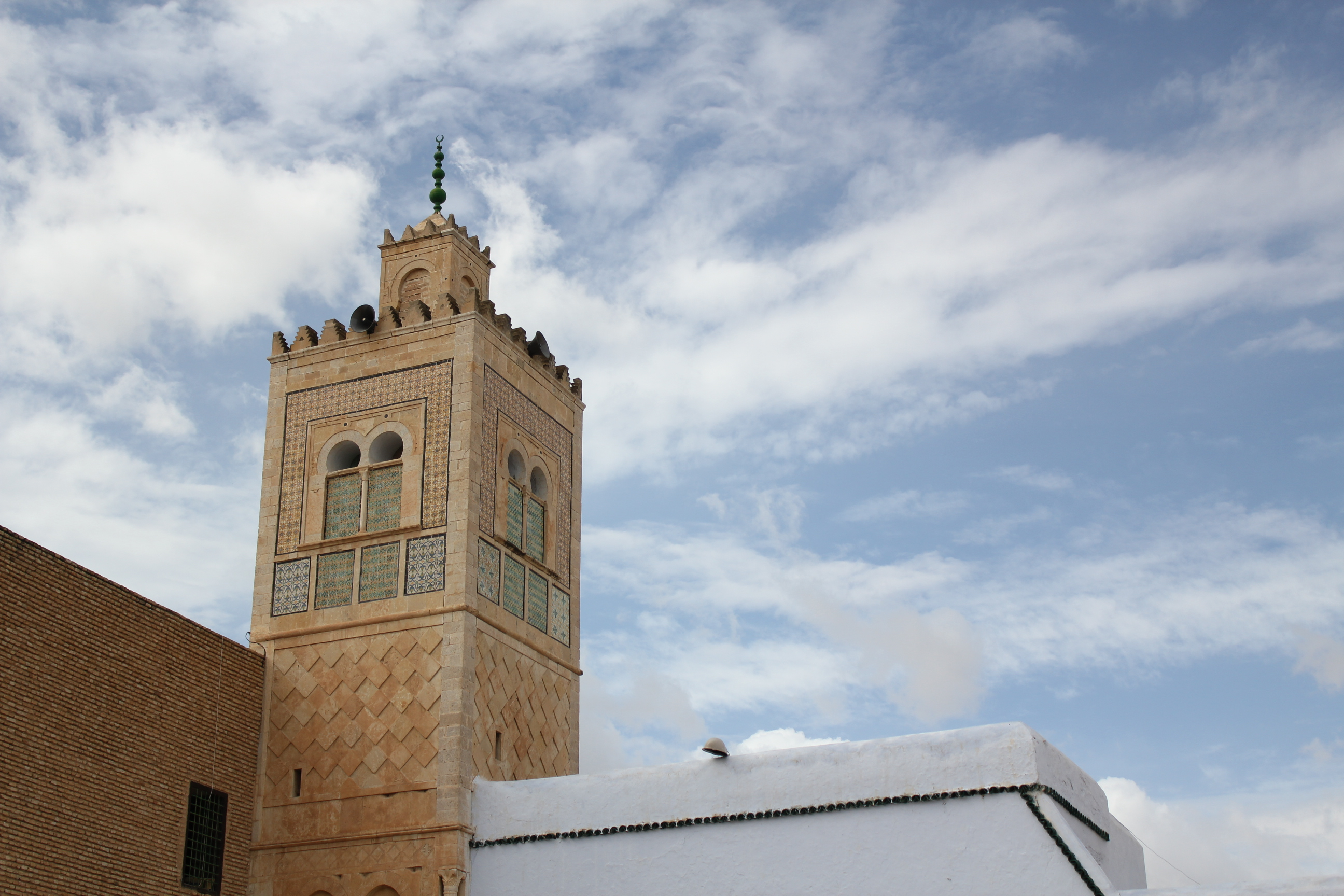
Vista de la parte superior del minarete.
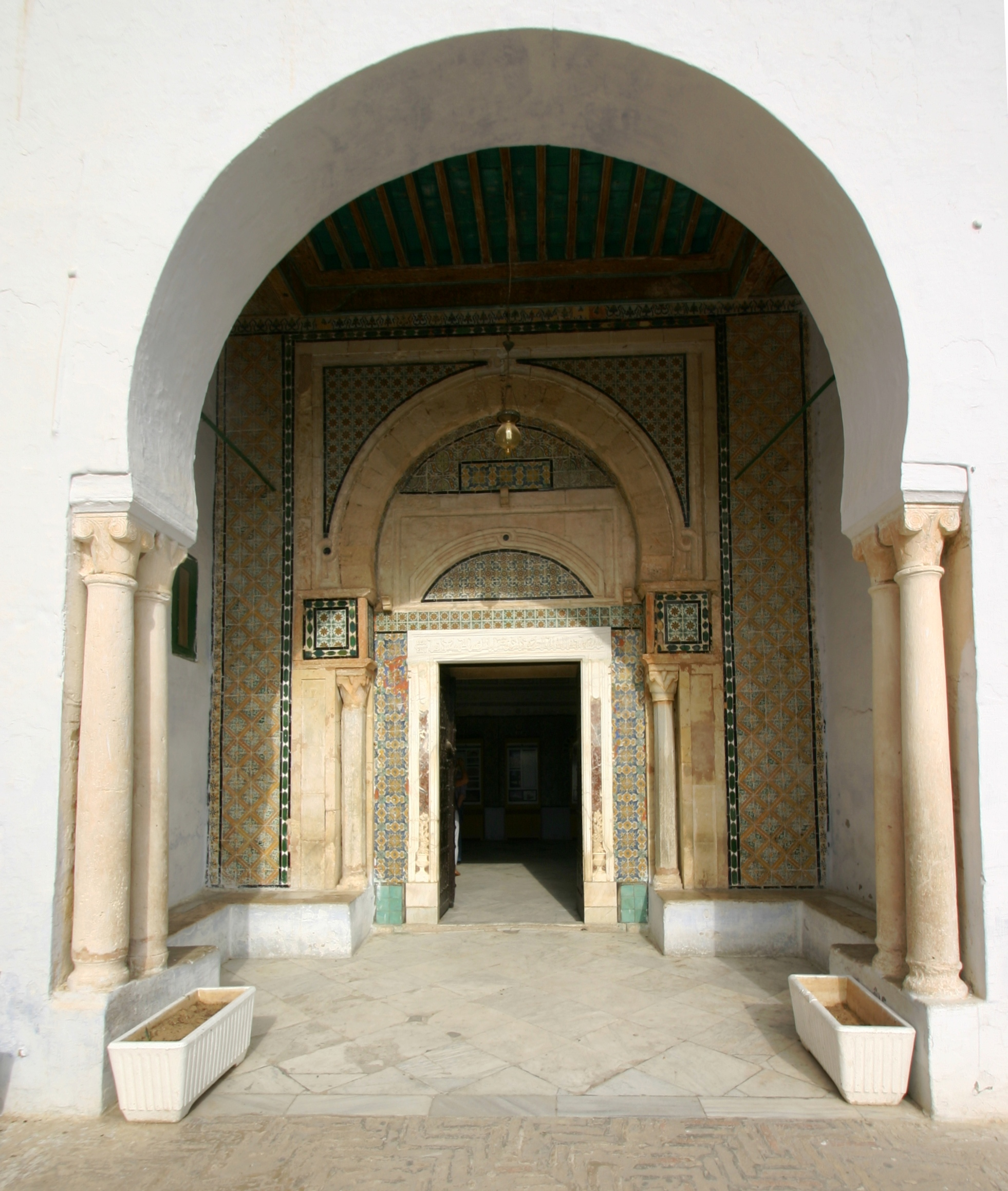
Entrada principal al mausoleo.
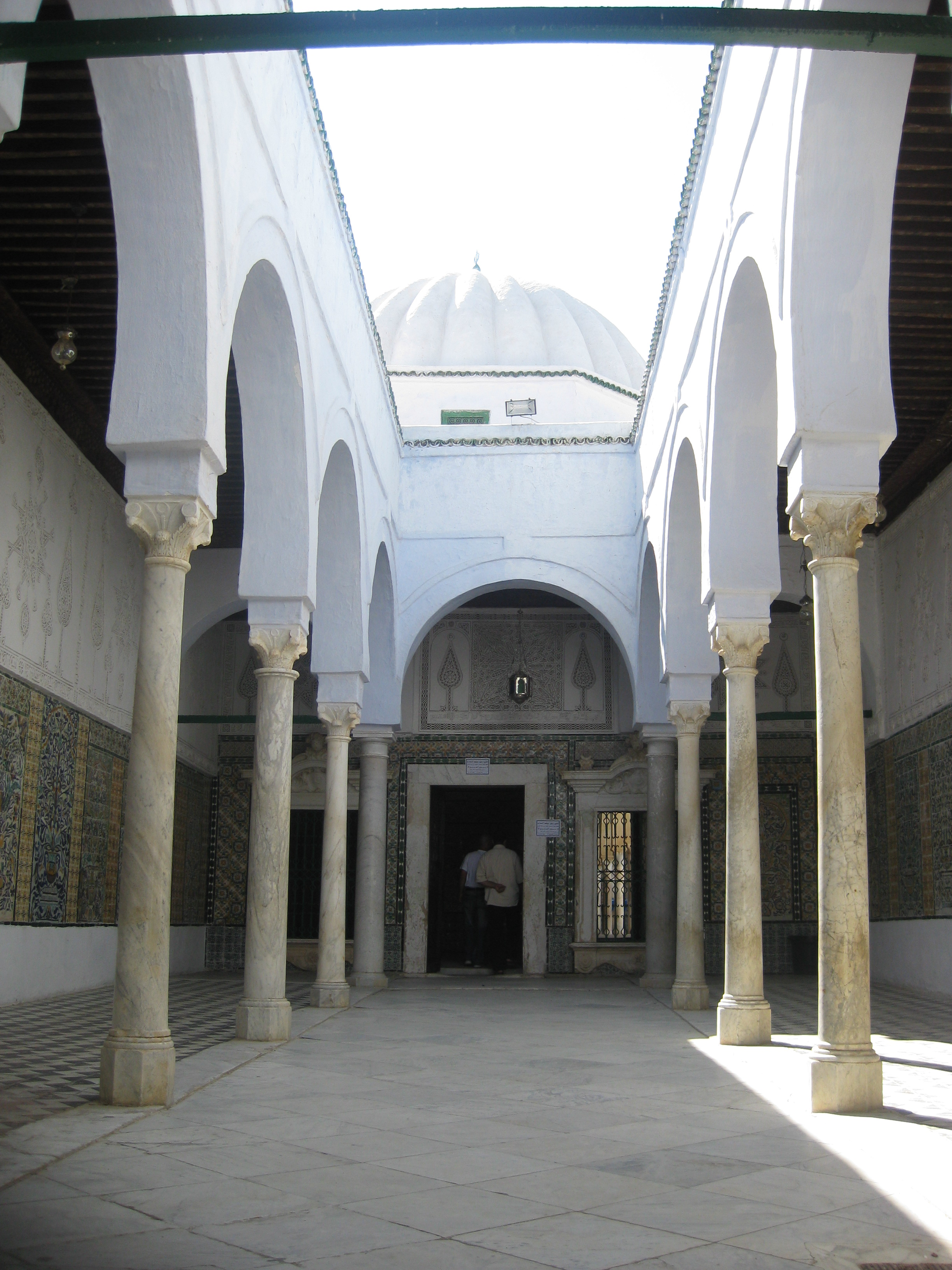
Vista del patio alargado.
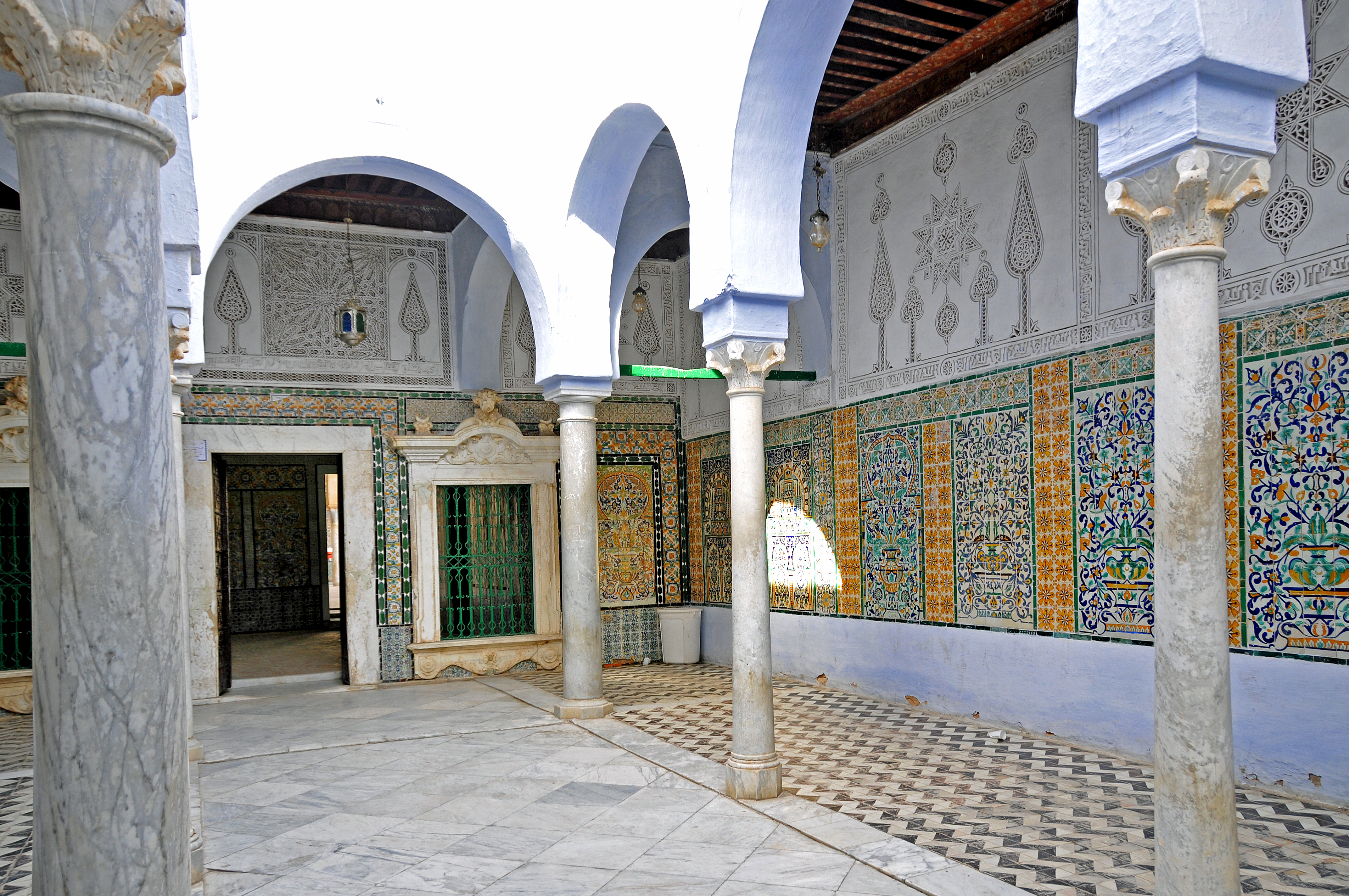
Otra vista del patio alargado que conduce a la sala de la cúpula.
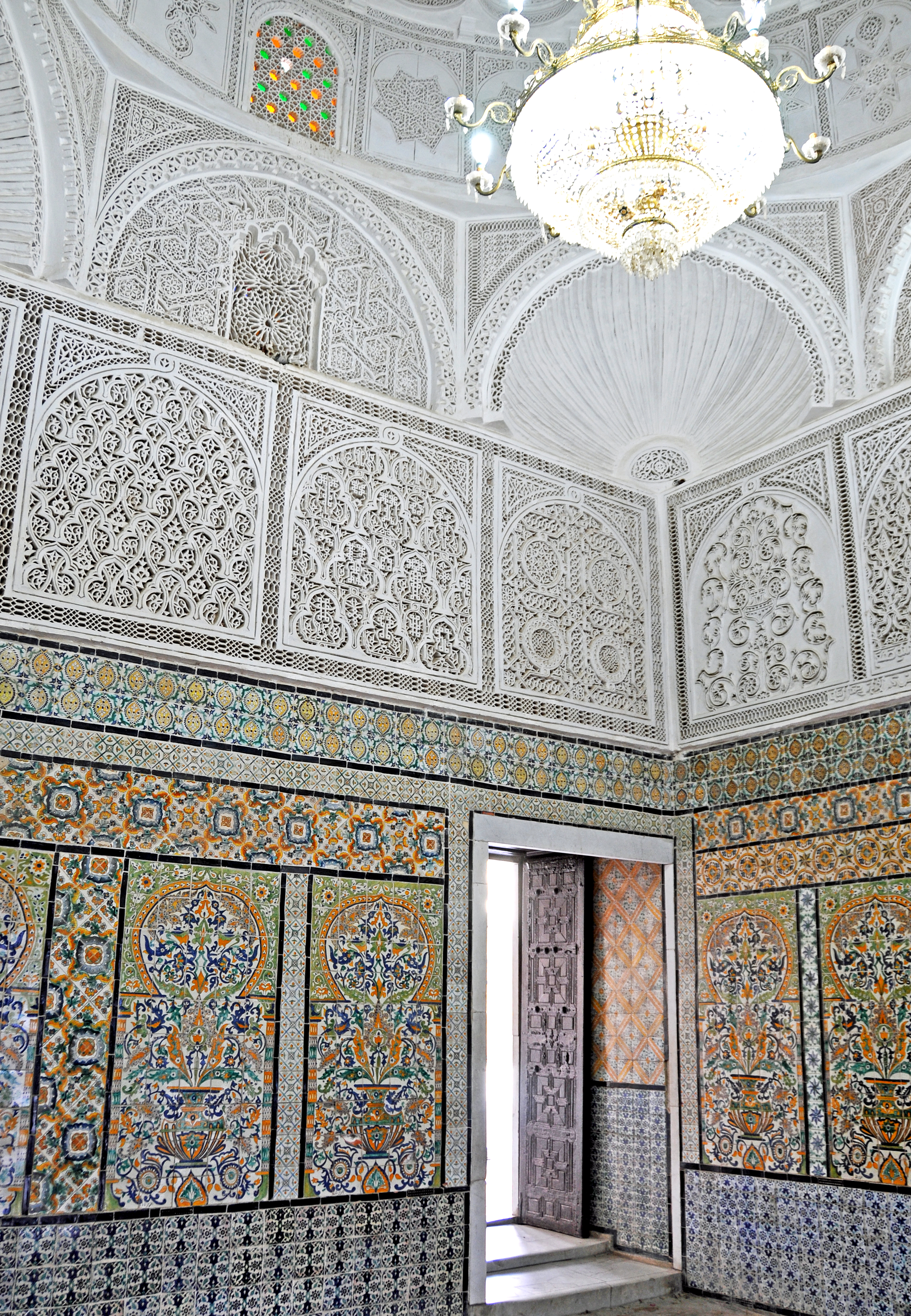
Decoración de cerámica y estuco de la sala de la cúpula.
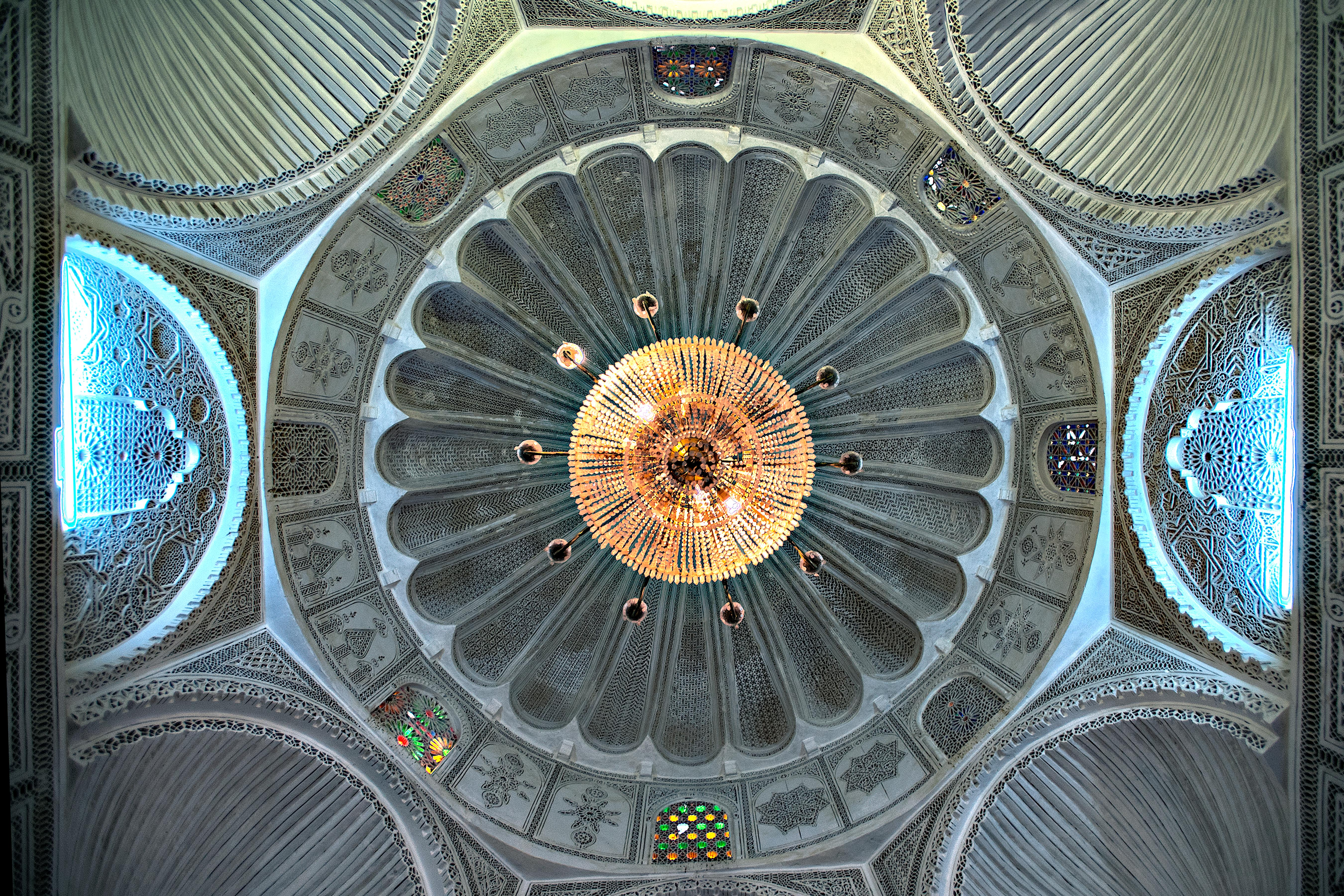
Primer plano de la cúpula.
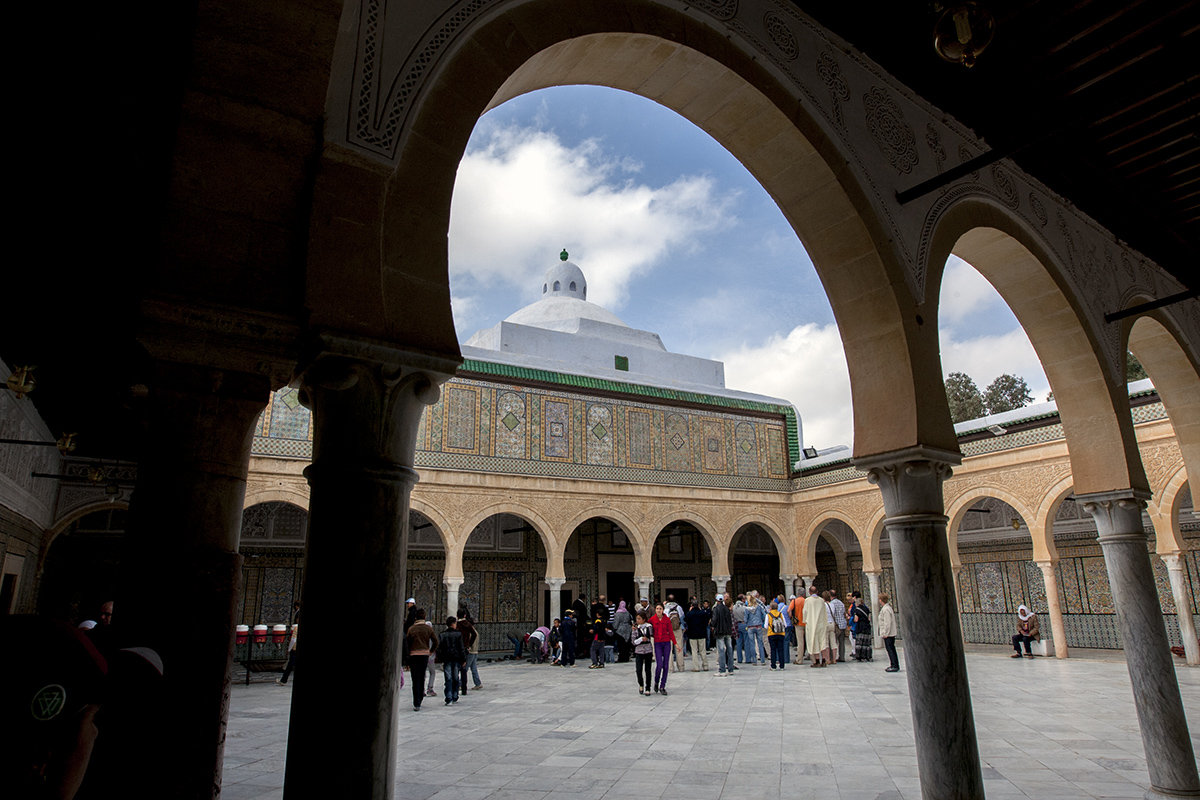
Vista del patio que precede a la sala funeraria.
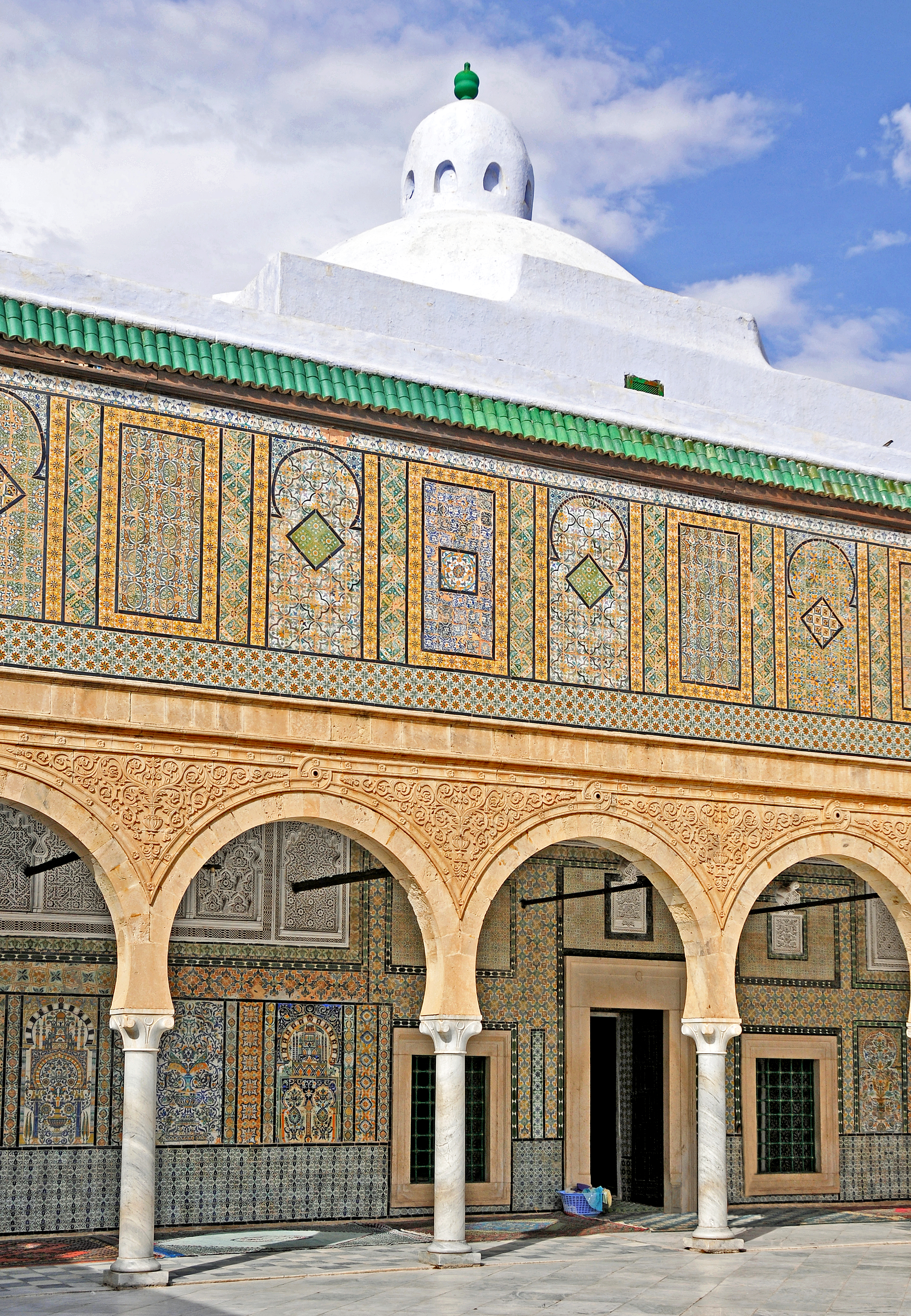
Fachada de la sala funeraria.

### Madrasa y otras piezas

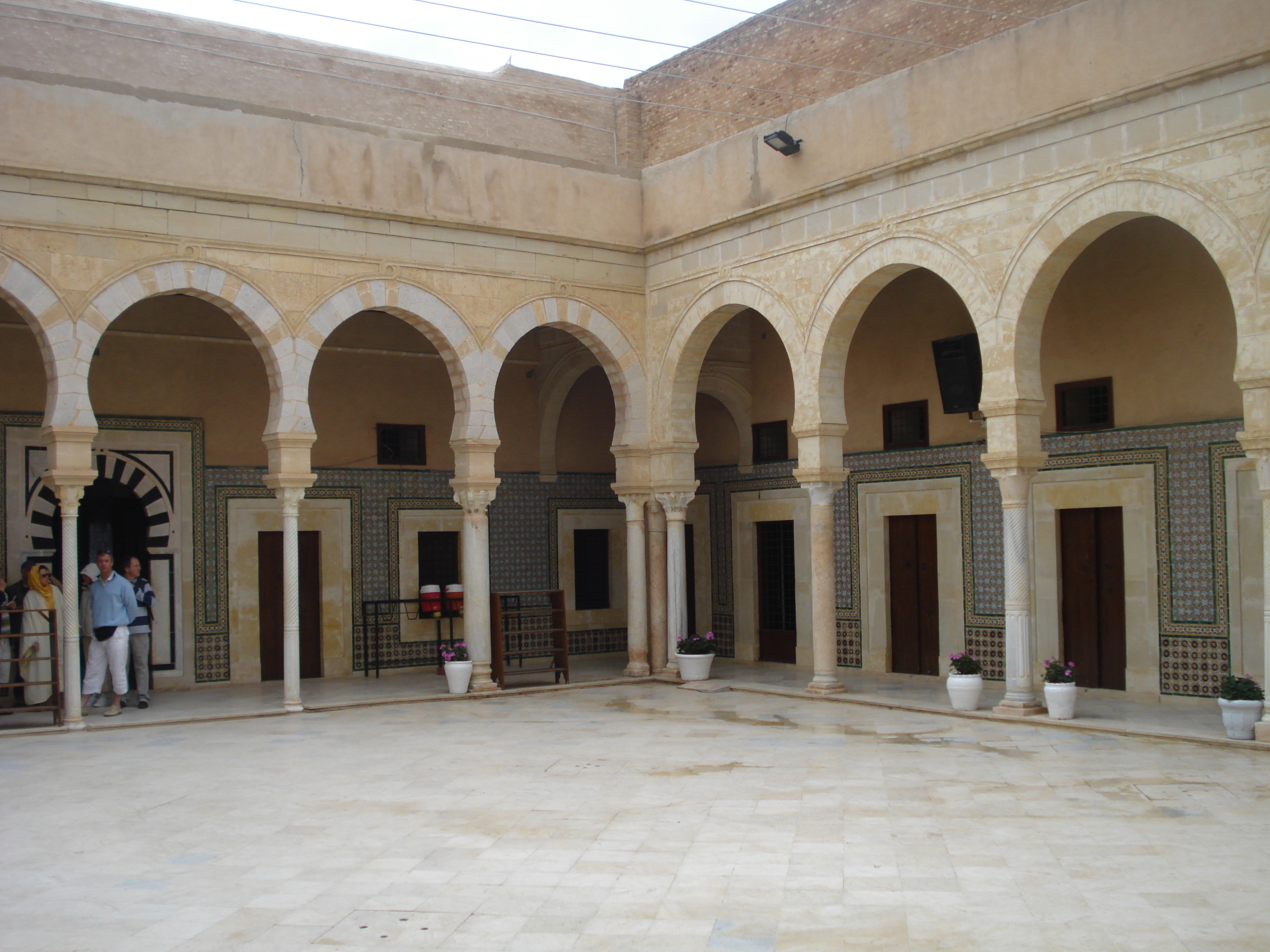
Patio de la madrasa.

Desde la zawiya, una escalera lleva al patio porticado de la madrasa. Es un ejemplo de la medersa tunecina con su patio pavimentado rodeado de pórticos con arcos de herradura; en los lados este y oeste se encuentran las celdas de los estudiantes —habitaciones destinadas a su alojamiento— y en el lado sur hay una sala de oración alargada. Esta última, dividida en tres naves y seis travesías, está cubierta con un techo aterrazado y una cúpula bulbosa sobre trompas delante del mihrab. El mihrab está decorado con paneles de mármol, enmarcados con azulejos de cerámica. El patio de la madrasa conduce, al sudeste, a otras habitaciones de alojamiento repartidas en dos niveles alrededor de un patio.
El complejo también contiene un lugar para el almacenamiento de productos procedentes de limosnas y donaciones, y un apartamento que consiste en un patio rodeado de habitaciones de alojamiento conocido como el pasha's al-alwi. Albergó al bey encargado de la recaudación de impuestos y más tarde a los distinguidos huéspedes del mausoleo.
La mezquita del Barbero es un conjunto arquitectónico notable que ilustra las diversas contribuciones decorativas que caracterizaron a Túnez durante el período otomano. Estas influencias, a la vez hispano moriscas, las más llamativas, otomanas e italianizantes, se mezclan con las tradiciones locales de la escuela de arquitectura cairuaniana, contribuyendo así al desarrollo de una personalidad artística original.

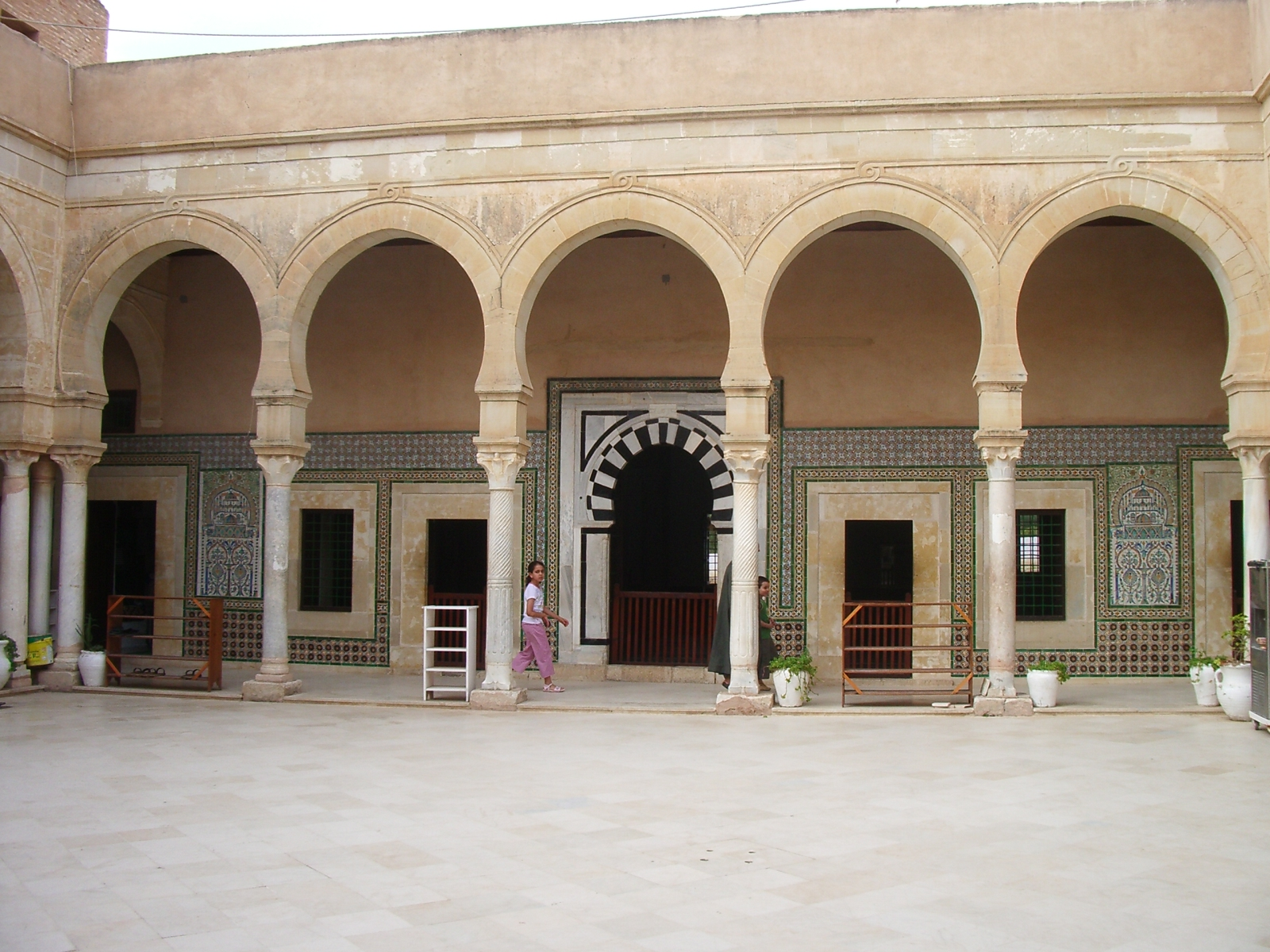
Vista del pórtico sur del patio de la madrasa.
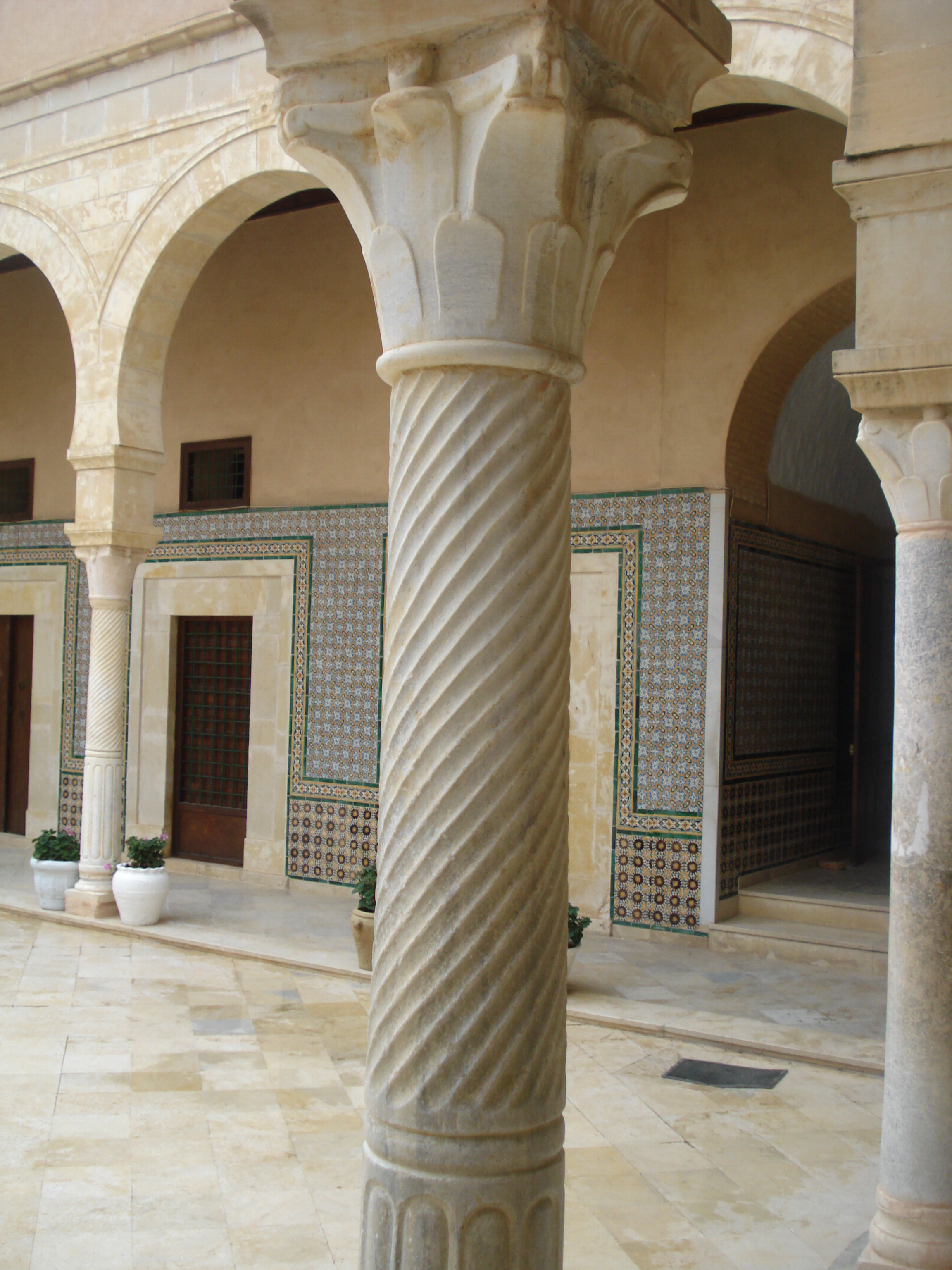
Primer plano de una de las columnas del patio.
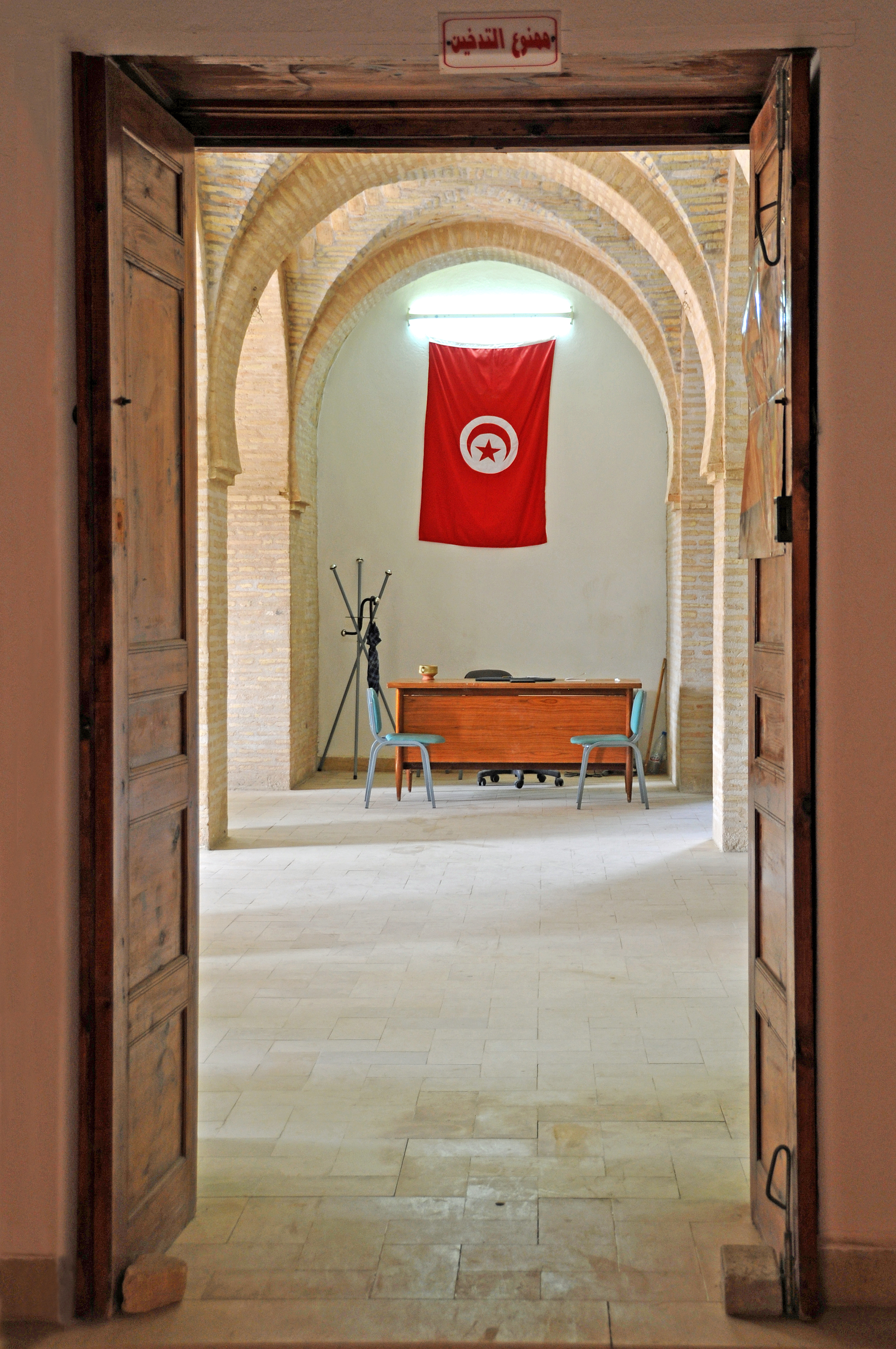
Entrada a una de las habitaciones de la madrasa..
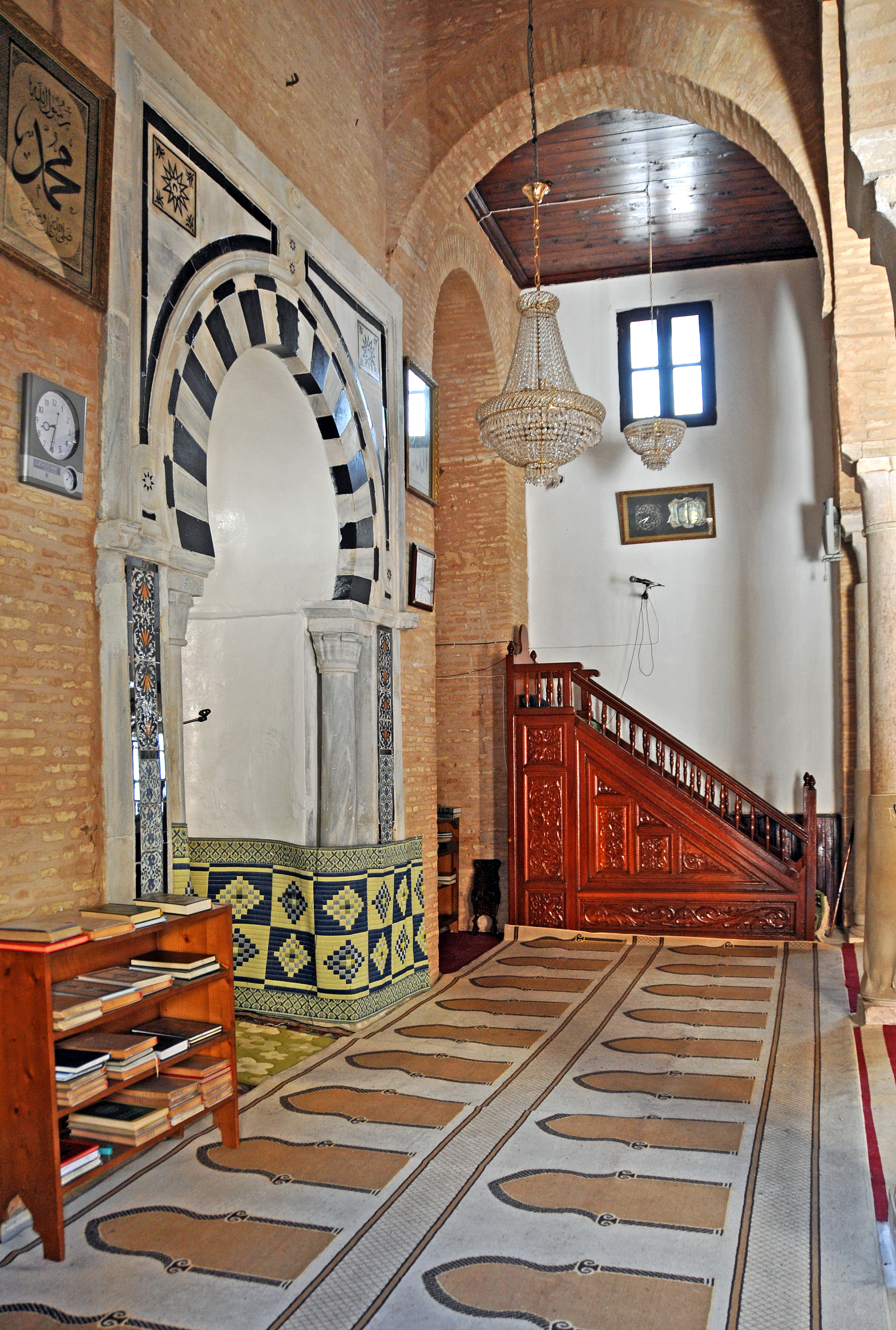
Vista del mihrab desde la sala de oración.
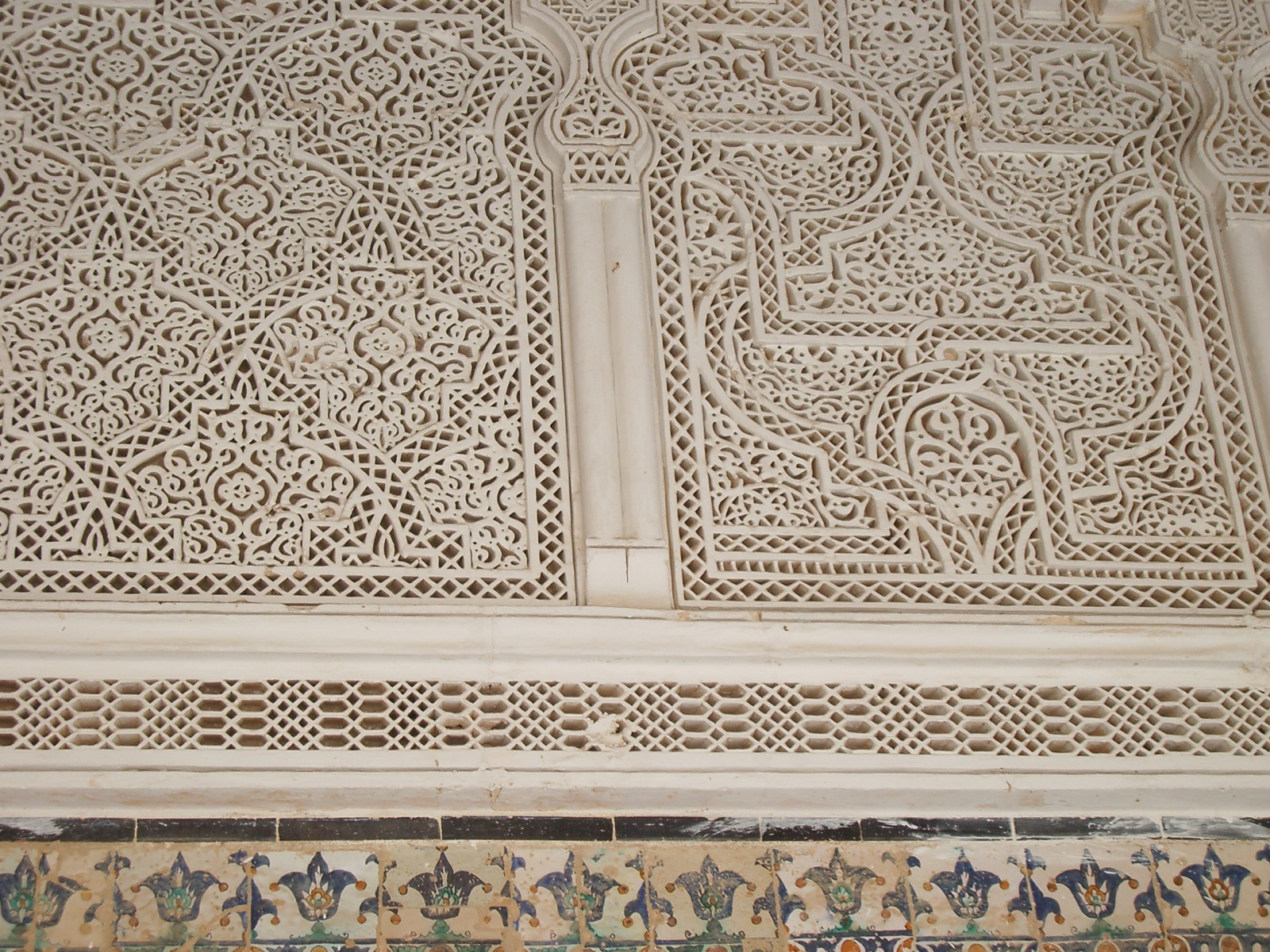
Decoración de estuco de inspiración hispano-morisca.
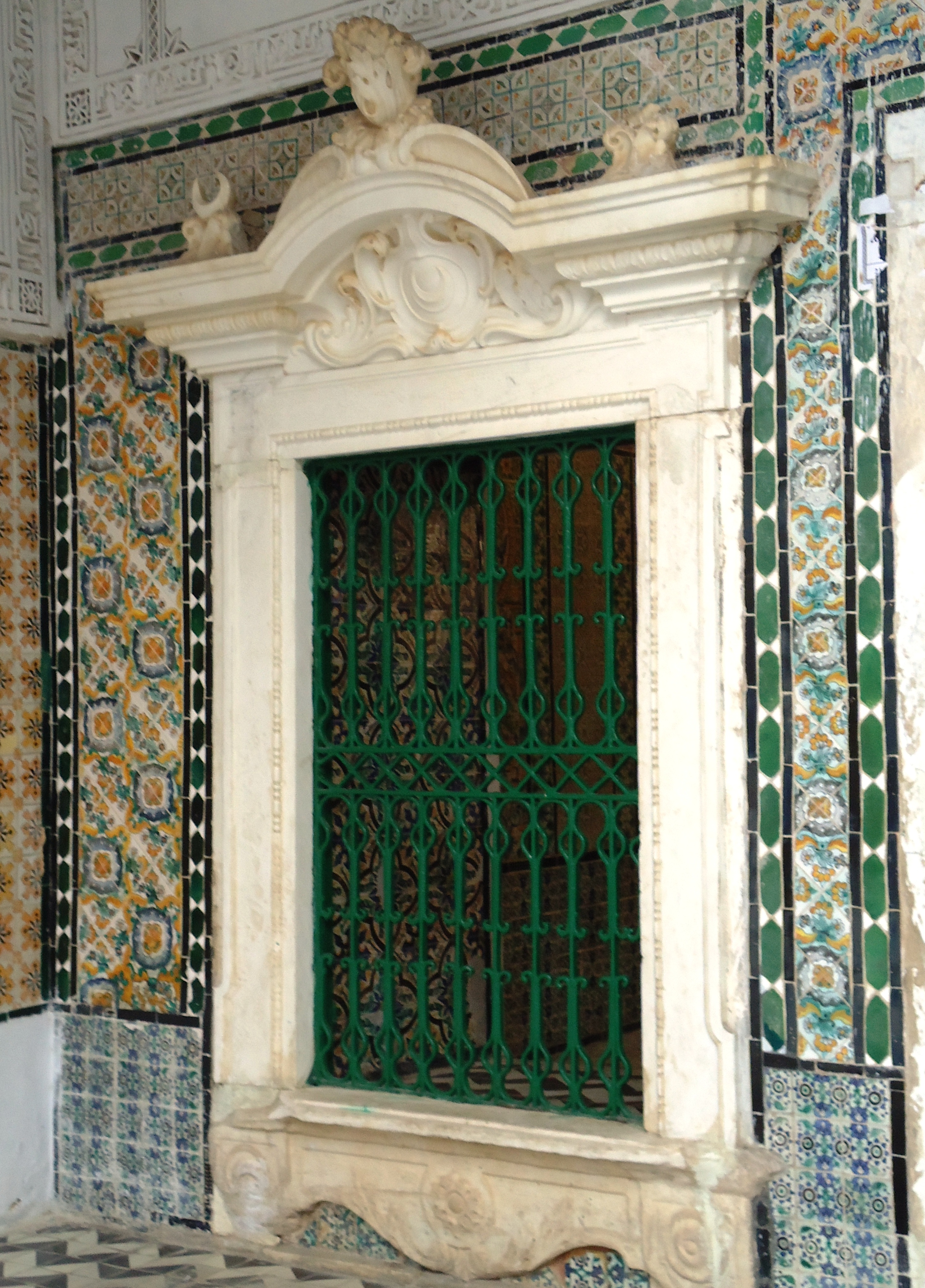
Enmarcado de una ventana de inspiración italiana.

## Importancia
El mausoleo de Sidi Sahab, es uno de los más visitados por los tunecinos, que acuden allí especialmente durante la fiesta de Mawlid, es un lugar venerado donde se cdelebra, además del Mawlid, otras festividades como los contratos matrimoniales, circuncisiones, etc. Antiguamente, servía como lugar de reunión de caravanas de todo el Magreb antes de su partida para la peregrinación a La Meca.